# Încă 2000 de ani
Încă 2000 de ani este un album al formației Pasărea Colibri apărut în anul 2002. Este primul material discografic cu Marius Bațu integrat în grup.

## Piese
1. Canadiana (Mircea Baniciu / Dinu Olărașu)
2. Elegie (Eugen Baboi, Marius Bațu / Zaharia Stancu)
3. Cardio (Mircea Vintilă, Horia Stoicanu / Mircea Vintilă, Horia Stoicanu)
4. Nebunul cu ochii închiși (Florin Bordeianu, Nicolae Covaci / Victor Suvagau)
5. Cântec șoptit (Eugen Baboi, Marius Bațu / Zaharia Stancu)
6. Închis în paradis (Mircea Vintilă, Horia Stoicanu / Mircea Vintilă, Horia Stoicanu)
7. La porțile orientului (Mircea Baniciu / Dan Verona)
8. 2000 de ani (Marius Bațu, Dinu Olărașu / Dinu Olărașu)
9. Bal în salonul oval (Mircea Vintilă / George Stanca)
10. Lanțul coliviilor (Mircea Baniciu / Dan Verona)
11. La primărie (Horia Stoicanu/ Horia Stoicanu)
12. Dintr-o carte (Mircea Baniciu / Dinu Olărașu)
13. Boxerul (Paul Simon / Paul Simon/ traducere Florian Pittiș)
14. Țara lui Leru-i Ler (Mircea Vintilă / Nichifor Crainic)